# ブラート・オクジャワ

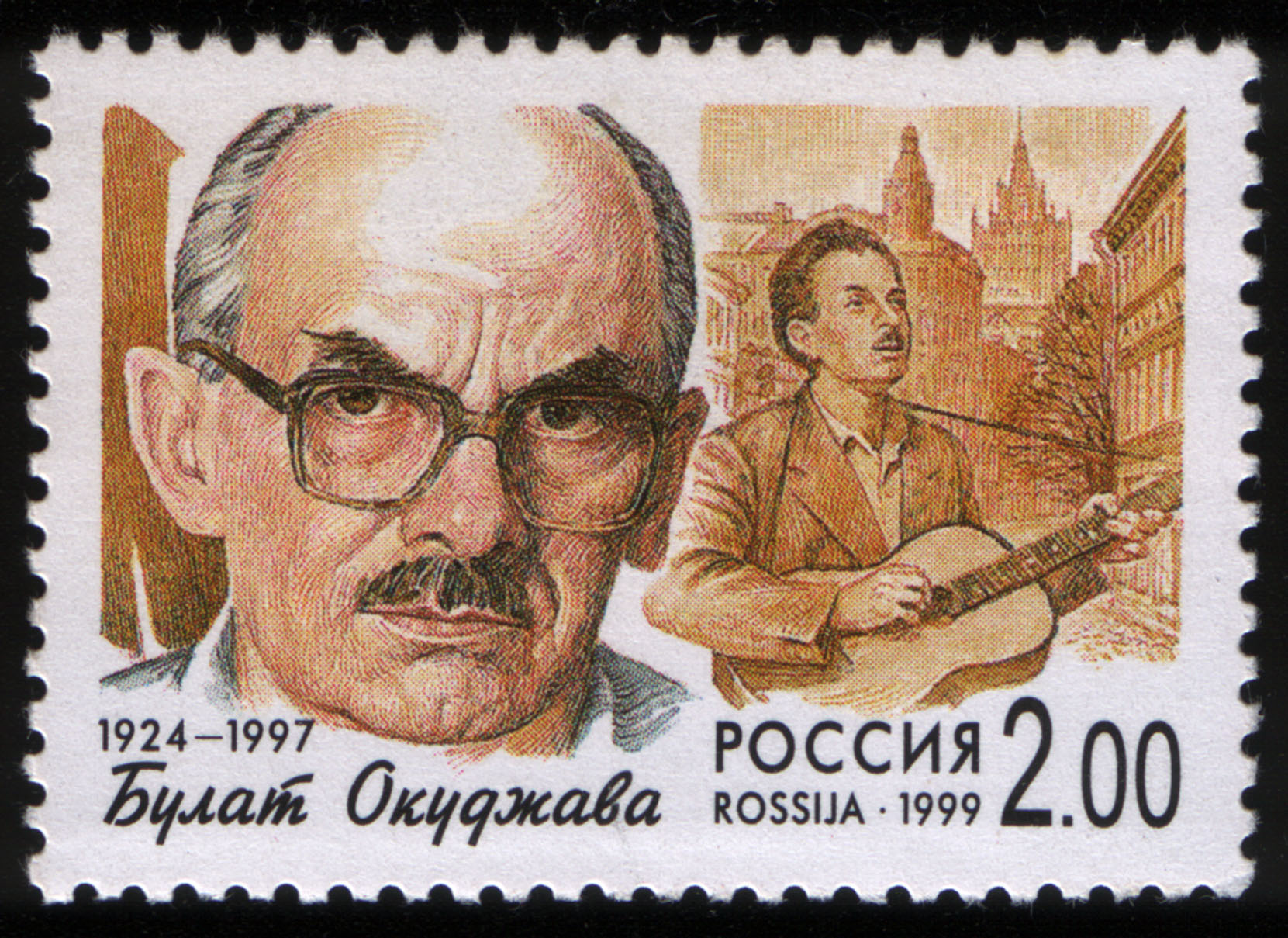
ロシア切手 ブラート・オクジャワ, 1999年 (Michel No. 760, Scott No. 6546)

ブラート・シャルヴォヴィッチ・オクジャワ（Булат Шалвович Окуджава、1924年5月9日モスクワ - 1997年6月12日パリ）は、ソ連・ロシアの詩人、歌手（シンガーソングライター）、小説家。
200曲ほどの歌を遺し、ロシア語で「авторская песня（作者の唄）」と呼ばれるジャンルの確立者の一人として有名。これはギターを弾きながら歌う、フランスのシャンソニエとロシア民謡の影響を受けた独特の様式で、彼らは「バルド（бард、元来ケルトの吟遊詩人のこと）」とも呼ばれる。

## 生涯
オクジャワは1924年、モスクワでグルジア系の父とアルメニア系の母の間に生まれた。第二次世界大戦に応召し、戦後は教師、ついで出版社に勤務し、かたわら詩作を行った。
1950年代後半（スターリン批判後）から自作の詩を歌い、主に知識階級の間で注目されるようになった。彼は国民的人気を勝ち得ながら政治を題材にすることはなく、それでもソ連の文化政策にそぐわないジャンルであったことから、国家による公認を受けたのは晩年になってからだった。また詩人を自らの本分と考えたこともあり、レコーディングされたのは1980年頃になってからである。
1967年にストルガ詩の夕べ金冠賞受賞。1991年に国民的詩人としてソ連芸術賞を受賞。1980年代からは小説にも力を入れ1994年に「シーポフの冒険」でロシア・ブッカー賞を受賞した。
オクジャワは1997年にパリで亡くなり、同年モスクワのヴァガニコヴォ墓地に葬られた。生前住んでいたモスクワ・アルバート通りには記念像が建てられている。小惑星帯の小惑星の一つの「オクジャワ」は彼の名前からとられた。

## 著書
- シーポフの冒険 あるいは今は昔のボードビル  沼野充義, 沼野恭子訳 群像社 ISBN 978-4905821199
- ディレッタントの旅  岩田貴, 内田美恵子訳 群像社 ISBN 978-4905821786
- すばらしい冒険旅行 沼野恭子訳 新書館 ISBN 978-4403032097

## アルバム
- 紙の兵隊